# 虎豹企業
虎豹企業有限公司，簡稱虎豹企業（英語：Haw Par Corporation Limited），前身是在1870年由胡文虎和胡文豹兄弟的父親創立的永安堂，後稱為虎標永安堂。
現時業務在全球經營製藥、房地產、娛樂等，而主要品牌為「虎標」、「均隆」和「新加坡海底世界」。虎標萬金油是該集團的註冊商標及產品。
而股份在1969年11月17日於新加坡交易所主板上市，而過去在香港交易所主板上市，但由於香港投資者吸引力欠佳，於是已除牌。其後由於原董事長Richard Tarling涉嫌干犯罪行，於是出售所有股份，1977年，大華銀行創辦人黃祖耀為首的，黃祖耀控股有限公司進行收購該公司17%股權，其後在1981年6月3日，增持至43%，其後降至24.23%股權，也就是當時由豐隆集團持有7%股權，以及志正有限公司持有16%，全權予售給黃祖耀控股有限公司。也就是現時由黃祖耀（非執行主席），以及黃一林（總裁）主理。

## 連結
- 官方网站